# Ługi Górzyckie (przystanek kolejowy)
Ługi Górzyckie – przystanek kolejowy w Ługach Górzyckich, w województwie lubuskim, w Polsce, dawniej stacja towarowa. Według klasyfikacji PKP ma kategorię dworca lokalnego.

## Wymiana pasażerska
| Rok  | Wymiana pasażerska na dobę |
| ---- | -------------------------- |
| 2017 | 0-9                        |
| 2022 | 0-9                        |